# Erik Huseklepp
Erik Huseklepp, född 5 september 1984 i Bærum, är en norsk före detta fotbollsspelare.
Han har tidigare spelat för AS Bari i Italien och i SK Brann i Tippeligaen. Han spelade i norska andradivisionen under den första halvan av 2005, men den 10 augusti skrev han på för Brann. Han gjorde mål 19 sekunder in i sin första ligamatch från start, och blev efter detta given i startelvan. Hans far Ingvald Huseklepp spelade fyra säsonger för SK Brann under 1970-talet.